# انگور موسکات
انگور موسکات خانوده‌ای شامل بیش از ۲۰۰ نوع انگور، متعلق به گونهٔ انگور معمولی است که سده‌ها در تولید شراب، کشمش و به صورت رومیزی در سراسر جهان مورد استفاده قرار گرفته‌است. رنگ آنها از سفید (مانند موسکات اتونل)، زرد (مانند موسکات گیالو)، صورتی (موسکات روزا دل تیرنتینو)، تا سیاه (موسکات هامبورگ) متغیر است. انگورها و شراب‌های موسکات تقریباً همیشه دارای عطر و طعم گلدار شیرین هستند. وسعت و تعداد گونه‌های موسکات نشان می‌دهد که شاید این قدیمی‌ترین نوع انگور اهلی باشد و نظریه‌هایی وجود دارد که اکثر خانواده‌های موجود در انواع انگور معمولی از نوع موسکات هستند.